# Долње Вестјењице
Долње Вестјењице (слч. Dolné Vestenice) насељено је мјесто са административним статусом сеоске општине (слч. obec) у округу Прјевидза, у Тренчинском крају, Словачка Република.

## Становништво
| Година:    | 1994. | 2004.   | 2014.   | 2024.   |
| ---------- | ----- | ------- | ------- | ------- |
| Број људи: | 2704  | 2686    | 2593    | 2374    |
| Разлика:   |       | -0,66 % | -3,46 % | -8,44 % |

| Година:    | 2023. | 2024.   |
| ---------- | ----- | ------- |
| Број људи: | 2388  | 2374    |
| Разлика:   |       | -0,58 % |

Према подацима о броју становника из 2011. године насеље је имало 2.595 становника.